# Pape Diouf (periodista)
Mababa "Pape" Diouf (18 de diciembre de 1951-Dakar, 31 de marzo de 2020) fue un periodista senegalés,  presidente del club de fútbol francés Olympique de Marsella entre 2005 y 2009. 

## Biografía
Diouf nació en Abéché, Chad, de padres senegaleses. La familia regresó a su país natal poco después del nacimiento de Diouf. 
Se mudó a Marsella a los 18 años. Finalmente se convirtió en periodista de un periódico de la ciudad. Centró su trabajo en el deporte, y particularmente en el club de fútbol local, Olympique de Marsella. Finalmente, pasó a ser un agente deportivo, con clientes como el exdefensor internacional francés Basile Boli y el portero camerunés Joseph-Antoine Bell jugando para Marsella. Se vinculó estrechamente con el sitio de la Costa Azul, y su relación íntima con el club culminó con su conversión en presidente del club en 2005. Robert Louis-Dreyfus anunció que Pape Diouf se iría el 17 de junio de 2009. Fue reemplazado por Jean-Claude Dassier. 

### Muerte
Murió a los sesenta y ocho años en un hospital de Dakar, (Senegal) el 31 de marzo de 2020 después de contraer la enfermedad COVID-19 durante la pandemia de COVID-19 causada por el SARS-CoV-2.